# شعب الماء (القفر)

تعديل مصدري - تعديل

شعب الماء محلة تابعة لقرية النكاع، التابعة لعزلة بني عمر السافل بمديرية القفر إحدى مديريات محافظة إب في الجمهورية اليمنية، بلغ تعداد سكانها 39 حسب تعداد اليمن لعام 2004.